# 響號
- 關於車輛的響號，請見「汽車喇叭」。
- 關於二戰期間服役、命名為「響」的日本驅逐艦，請見「響號驅逐艦」。

響號，是日本現役純種競賽馬匹，目前主要勝場有2024年日經新春盃及寶塚紀念。

## 出賽前
2019年5月10日出生於北海道新日高町岡田Stud，所有權直接繼於牧場負責人岡田牧雄旗下。
其後交由美浦訓練中心練馬師中野榮治訓練。

## 競賽生涯

### 2歲
2021年11月27日出戰東京競馬場2歲新馬戰，比賽途中選擇留後之下於直路逐步加速，但最終仍然僅跑獲第五。
其後出戰12月的一場2歲未勝利戰，雖然於比賽途中跑出全場最佳末腳，但最終仍然未能超越領放馬Nishino Megrez獲得第二。

### 3歲
進入2022年，其仍然於3歲未勝利戰中打拼，但出戰6場賽事仍未成功勝出。
6月25日出戰第七次3歲未勝利戰，比賽初段保持於中團位置推進，通過最後彎道後稍微放緩並調整位置。進入直路後，其成功於所在位置以不俗的速度展開衝刺，最終跑出優秀的末腳速度下以3/4馬位優勢取得首勝。
贏得首勝後前往放草，於11月復出出戰3歲以上一捷馬戰，於賽前取得第八人氣之下成功跑獲一席爆冷的第二。
12月18日繼續出戰3歲以上一捷馬戰，並重新起用新馬戰時的騎師戶崎圭太。比賽開始後，其選擇和以往大部份賽事不同的先行戰術，於比賽途中一直保持於第二的位置。進入直路後，其以輕鬆的姿態展開加速並追過領放馬，最終更拉開對手1 3/4馬位取得勝利。

### 4歲
2023年其首戰為兩捷馬戰海之道中特別取得第五，但隨後出戰潮來特別時成功以先行戰術於直路上保持優勢最終取勝。
5月7日出戰三捷馬戰烏丸錦標，賽前取得第一人氣。比賽河池後，其繼續選擇以先行戰術展開賽事，於比賽途中一直保持於約莫第五的位置等待時機。進入直路後，其面對大爛地仍然可以順利加速衝出，超越對手取得領先後仍然可以保持速度，最終拉開後方5馬位大成。
其後陣營以7月16日的函館紀念作為目標，比賽初段其選擇留後戰術的情況下處於幾乎最後方的位置，通過第四彎道時仍然在約莫第十三未有太大動作。然而進入直路後，其於外檔展現優秀的加速力，不斷蠶食前方賽駒下最終僅敗於利森名園及赤百合取得第三。
於函館紀念取得不俗的戰績後出戰表列賽札幌日經公開賽，重新採用先行戰術下於直路經已順利透出，後續繼續加速之下拋離後方對手6馬位取得勝利。
10月9日再度挑戰分級賽，以二級賽京都大賞典作為目標。比賽開始後，其逐步進佔中團位置緩慢推進，於對面直路時進一步放緩速度後退至馬群最後方位置。然而通過第四彎道時，其速度繼續下降並被騎師菅原明良拉停，最終被判定為比賽中止。而根據賽後的獸醫報告，響號於比賽途中出現心房顫動的情況。

### 5歲
休養過後於2024年年初出戰日經新春盃，賽前獲得第一人氣。比賽開始後，其繼續選用居中戰術，保持於第八的位置下於最後彎道才開始啟動準備加速。進入直路後，其成功順應騎師菅原的指揮於所在位置展開衝刺，最終轟出全場最快末腳下一舉超越前方的所有賽駒，以1馬位優勢戰勝Savona取得首個分級賽冠軍，亦為本年即將退休的練馬師中野榮治帶來最後一個分級賽優勝。
3月，由於練馬師中野到達退休年齡，其被轉往栗東訓練中心練馬師吉岡辰彌馬房。
3月17日出戰轉廄後的首戰阪神大賞典，雖然於比賽途中一直維持於第五的先頭有利位置，但於直路上未能最大程度發揮下無法超越前方的帝王級之餘，亦被後上的迅追風追上，最終以季軍作結。
其後按照計劃出戰春季天皇賞，賽前僅次於帝王級取得第二人氣。比賽開始後，其並未主動搶佔位置，而是緩慢地保持自身於靠後的位置等待時機，並於比賽途中一直次於第十二、三左右。進入直路後，其開始有後方位置展開追擊並跑出後600米34.6秒的末腳速度，可惜於前方的帝王級一早彈離之下未能收窄距離，最終以2馬位差距落敗得第二。
6月23日緊接出戰寶塚紀念，賽前落後勝局在望及駿天宮取得第三人氣。比賽開始後，其繼續選擇後上位置，保持於約莫尾三左右緩慢推進，但於對面直路中後段開始抽出外檔逐步爬升。進入直路後，其於大外檔位置再度展現出優秀的爛地適應力及加速力，最終爆發速度之下一舉超越前方的所有賽駒，亦能壓制同為後上馬的初日高升，而2馬位優勢取得首個一級賽冠軍，同時亦為騎師菅原及練馬師吉岡帶來首個一級賽優勝。
進入秋季，其以京都大賞典作為調整，於比賽途中採取留後的策略，然而進入直路後一直對騎師菅原的指揮毫無反應未能加速，最終以包尾大敗。
11月以日本盃作為目標，比賽初段繼續採用以往的方式留守於中團靠後位置，並於內欄尋找遮擋。進入直路後，其未能順利加速突破，最終以第十二大敗。
12月繼續出戰有馬紀念，比賽初段進佔中團靠後的內欄位置，於進入第二圈後逐漸放緩節奏墮後，於直路上雖然嘗試加速上前，但最終未能突破下以第十二落敗。

### 6歲
2025年直接以阪神大賞典作為年度首戰，比賽初段在稍為後方的位置推進下，於通過第一彎道前沿着內欄上前，並於比賽大部分時間均處於中團靠後的位置。進入直路後，其稍為於中檔位置取位望空並逐步加速上前，但最終仍然未能追上Makoto Velikij及被前方透出的旭日全球拉開，最終以第三的戰績完賽。
其後再度挑戰春季天皇賞，本次比賽選擇在中團近內欄的位置推進，沿途一直維持在有遮擋的狀態下行進。通過最後彎道進入直路時，其繼續緊守在內欄位置嘗試加速，但自身反應平平加上騎師菅原早前跌落鞭子下，其未能順利展開衝刺，最終以第八落敗。

### 詳細賽績
| 日期       | 舉辦國家 | 馬場 | 距離   | 級別 | 賽事名稱       | 負重 | 騎師     | 馬號 | 出馬 | 名次     | 時間     | 頭馬（二馬）      |
| ---------- | -------- | ---- | ------ | ---- | -------------- | ---- | -------- | ---- | ---- | -------- | -------- | ----------------- |
| 27/11/2021 | 日本     | 東京 | 草1600 |      | 2歲新馬        | 55   | 戶崎圭太 | 8    | 16   | 4        | 1:37.3   | Koki              |
| 25/12/2021 | 日本     | 中山 | 草1600 |      | 2歲未勝利      | 55   | 田邊裕信 | 6    | 16   | 2        | 1:37.0   | Nishino Megrez    |
| 9/1/2022   | 日本     | 中山 | 草1600 |      | 3歲未勝利      | 56   | 戶崎圭太 | 8    | 16   | 9        | 1:35.6   | 優驥勁衝          |
| 27/2/2022  | 日本     | 中山 | 草2000 |      | 3歲未勝利      | 56   | 大野拓彌 | 8    | 18   | 3        | 2:01.8   | Shaman's Cave     |
| 13/3/2022  | 日本     | 中山 | 草2000 |      | 3歲未勝利      | 56   | 田邊裕信 | 8    | 17   | 5        | 2:01.7   | Tacit             |
| 2/4/2022   | 日本     | 中山 | 草2000 |      | 3歲未勝利      | 56   | 田邊裕信 | 5    | 18   | 4        | 2:02.9   | Vibrazione        |
| 24/4/2022  | 日本     | 福島 | 草2000 |      | 3歲未勝利      | 56   | 黛弘人   | 1    | 16   | 8        | 2:02.0   | Eglantyne         |
| 11/6/2022  | 日本     | 函館 | 草2000 |      | 3歲未勝利      | 56   | 横山武史 | 6    | 11   | 3        | 2:01.5   | Notre Promesse    |
| 25/6/2022  | 日本     | 函館 | 草2000 |      | 3歲未勝利      | 56   | 横山武史 | 6    | 12   | 1        | 2:02.5   | （Bear the Bell） |
| 19/11/2022 | 日本     | 福島 | 草2000 |      | 3歲以上一捷馬  | 54   | 角田大和 | 1    | 16   | 2        | 2:01.7   | Enishino Uta      |
| 18/12/2022 | 日本     | 中山 | 草2500 |      | 3歲以上一捷馬  | 55   | 戶崎圭太 | 3    | 12   | 1        | 2:38.6   | （Bomber）        |
| 22/1/2023  | 日本     | 小倉 | 草2600 |      | 海之道中特別   | 57   | 西村淳也 | 6    | 13   | 5        | 2:42.0   | Meisho Breguet    |
| 4/3/2023   | 日本     | 中山 | 草2500 |      | 潮來特別       | 55   | 菅原明良 | 8    | 11   | 1        | 2:31.5   | （End Roll）      |
| 7/5/2023   | 日本     | 京都 | 草2200 |      | 烏丸錦標       | 56   | 岩田康誠 | 5    | 15   | 1        | 2:14.9   | （大悅王爵）      |
| 16/7/2023  | 日本     | 函館 | 草2000 | GIII | 函館紀念       | 55   | 岩田康誠 | 4    | 16   | 3        | 2:01.8   | 利森名園          |
| 5/8/2023   | 日本     | 札幌 | 草2600 | L    | 札幌日經公開賽 | 57   | 岩田康誠 | 4    | 14   | 1        | 2:42.0   | （波江明星）      |
| 9/10/2023  | 日本     | 京都 | 草2400 | GII  | 京都大賞典     | 57   | 菅原明良 | 1    | 14   | 比賽中止 | 比賽中止 | 草如茵            |
| 14/1/2024  | 日本     | 京都 | 草2400 | GII  | 日經新春盃     | 57   | 菅原明良 | 5    | 14   | 1        | 2:23.7   | （Savona）        |
| 17/3/2024  | 日本     | 阪神 | 草3000 | GII  | 阪神大賞典     | 58   | 菅原明良 | 2    | 15   | 3        | 3:07.6   | 帝王級            |
| 28/4/2024  | 日本     | 京都 | 草3200 | GI   | 春季天皇賞     | 58   | 菅原明良 | 3    | 17   | 2        | 3:14.5   | 帝王級            |
| 23/6/2024  | 日本     | 京都 | 草2200 | GI   | 寶塚紀念       | 58   | 菅原明良 | 8    | 13   | 1        | 2:12.0   | （初日高升）      |
| 6/10/2024  | 日本     | 京都 | 草2400 | GII  | 京都大賞典     | 59   | 菅原明良 | 11   | 11   | 11       | 2:25.3   | 玫瑰騎士          |
| 24/11/2024 | 日本     | 東京 | 草2400 | GI   | 日本盃         | 58   | 菅原明良 | 2    | 14   | 12       | 2:26.6   | 勝局在望          |
| 22/12/2024 | 日本     | 東京 | 草2500 | GI   | 有馬紀念       | 58   | 菅原明良 | 4    | 15   | 11       | 2:33.1   | 蕾麗宮            |
| 23/3/2025  | 日本     | 阪神 | 草3000 | GII  | 阪神大賞典     | 59   | 菅原明良 | 11   | 5    | 3        | 3:04.4   | 旭日全球          |
| 4/5/2025   | 日本     | 京都 | 草3200 | GI   | 春季天皇賞     | 58   | 菅原明良 | 3    | 15   | 8        | 3:15.9   | 拯救者            |

## 血統簡介
父系神威啟示為日本賽駒，生涯戰績優秀，曾勝出一級賽菊花賞及日本盃，退役後亦有優秀的配種成績。祖父吉兆為美國生產的日本賽駒，生涯戰績彪炳，曾於2002年及2003年連霸秋季天皇賞及有馬紀念。
母系高超聖潔為日本賽駒，生涯戰績不佳僅勝出條件戰級別的賽事。外祖父多旺達亦是日本賽駒，生涯戰績優秀，曾勝出短途馬錦標，更於2003及2004年連霸一哩冠軍賽。

### 血統表
| 父線：雷弼圖系（Hail to Reason系）                              |                               |                   |                 |
| 種馬 神威啟示 2010年（棗色）                                    | 吉兆 1999年（深棗色）         | Kris S.           | 雷弼圖          |
| 種馬 神威啟示 2010年（棗色）                                    | 吉兆 1999年（深棗色）         | Kris S.           | Sharp Queen     |
| 種馬 神威啟示 2010年（棗色）                                    | 吉兆 1999年（深棗色）         | Tee Kay           | Gold Meridian   |
| 種馬 神威啟示 2010年（棗色）                                    | 吉兆 1999年（深棗色）         | Tee Kay           | Tri Argo        |
| 種馬 神威啟示 2010年（棗色）                                    | 西沙里奧 2002年（黑色）       | 特別週            | 週日寧靜        |
| 種馬 神威啟示 2010年（棗色）                                    | 西沙里奧 2002年（黑色）       | 特別週            | Campaign Girl   |
| 種馬 神威啟示 2010年（棗色）                                    | 西沙里奧 2002年（黑色）       | Kirov Premiere    | 鞍匠井          |
| 種馬 神威啟示 2010年（棗色）                                    | 西沙里奧 2002年（黑色）       | Kirov Premiere    | Querida         |
| 繁殖雌馬 高超聖潔 2011年（栗色）                                | 多旺達 1999年（栗色）         | 週日寧靜          | Halo            |
| 繁殖雌馬 高超聖潔 2011年（栗色）                                | 多旺達 1999年（栗色）         | 週日寧靜          | Wishing Well    |
| 繁殖雌馬 高超聖潔 2011年（栗色）                                | 多旺達 1999年（栗色）         | Sawayaka Princess | 北方風味        |
| 繁殖雌馬 高超聖潔 2011年（栗色）                                | 多旺達 1999年（栗色）         | Sawayaka Princess | Scotch Princess |
| 繁殖雌馬 高超聖潔 2011年（栗色）                                | Joy Assertaine 1997年（栗色） | Forty Niner       | 淘金者          |
| 繁殖雌馬 高超聖潔 2011年（栗色）                                | Joy Assertaine 1997年（栗色） | Forty Niner       | Flie            |
| 繁殖雌馬 高超聖潔 2011年（栗色）                                | Joy Assertaine 1997年（栗色） | Assertaine        | Assert          |
| 繁殖雌馬 高超聖潔 2011年（栗色）                                | Joy Assertaine 1997年（栗色） | Assertaine        | Obeah           |
| 雌系：Aloe系（號族：2-f）                                       |                               |                   |                 |
| 五代內近親交配：週日寧靜 4×3、Hail to Reason：5×5、北地舞人 5×5 |                               |                   |                 |

## 命名由來
名字Blow the Horn（ブローザホーン）意思即是「吹響號角」，香港則採用簡化的「響號」作為翻譯。

## 外部連結
- 響號 netkeiba.com （页面存档备份，存于）
- 血統表